# Phyllomys dasythrix
Phyllomys dasythrix é uma espécie de roedor da família Echimyidae.
É endêmica do Brasil, onde é conhecida dos estados do Paraná, Santa Catarina e Rio Grande do Sul.